# Corpo não comutativo
Corpo não comutativo, em álgebra abstrata, é uma estrutura matemática que tem todas as propriedades usuais de corpos, ou seja, tem operações de soma e produto que tem elemento neutro, elemento inverso, distributividade, etc, exceto que, no corpo não comutativo, a multiplicação não é comutativa.
O estudo dos corpos não comutativos se iniciou em 1843, quando W. R. Hamilton apresentou os quaterniões, considerados, por ele, como o clímax da sua brilhante carreira matemática. Em 1905, Wedderburn provou que não existem corpos finitos não comutativos, ou seja, todo anel de divisão  finito é comutativo.
Exemplos de corpos não comutativos são raros na literatura matemática, sendo o primeiro caso de um corpo não comutativo construído como séries de potências o exemplo de Hilbert, em 1898, que ilustrava o fato de que um corpo ordenado não arquimediano não precisava ser comutativo.

## Definição
Um corpo não comutativo é uma estrutura matemática (R, +, ., 0, 1) satisfazendo as seguintes propriedades:
- (R, +, 0) é um grupo abeliano
- (R*, ., 1) é um grupo não abeliano
- Vale a propriedade distributiva

## Exemplo: os quaterniões
O primeiro exemplo foi dado por Hamilton, em 1843: são os quaterniões, também chamados como os quaterniões de Hamilton.
Neste anel, cada elemento é escrito como uma soma formal a = a0 + a1 i + a2 j + a3 k, em que a0, a1, a2 e a3 são números reais, e a multiplicação é feita assumindo-se as propriedades associativa e distributiva, que um número real comuta, na multiplicação, com i, j e k, e que estes três símbolos formais operam de acordo com as regras:
i2 = j2 = k2 = -1
ij = k, jk = i, ki = j
ji = -k, kj = -i, ik = -j
Uma apresentação equivalente, porém anacrônica (pois matrizes foram introduzidas na matemática por Cayley, em 1855), dos quaterniões pode ser feita por meio de matrizes complexas. Um quaternião seria uma matriz H dada por:
{\displaystyle H={\begin{bmatrix}z&u\\-{\bar {u}}&{\bar {z}}\end{bmatrix}}}
Obviamente, 1 é a matriz identidade, e os elementos i, j e k podem ser identificados com as matrizes:
{\displaystyle i={\begin{bmatrix}i&0\\0&-i\end{bmatrix}}}
{\displaystyle j={\begin{bmatrix}0&1\\-1&0\end{bmatrix}}}
{\displaystyle k={\begin{bmatrix}0&i\\i&0\end{bmatrix}}}

## Exemplo: série formal de Laurent
Outro exemplo clássico parte de um corpo (comutativo) L e um automorfismo σ de L. Seja L((T; σ)) o anel das séries de Laurent formais com variável T e coeficientes em L, ou seja, cada elemento de L é escrito, formalmente, como uma série de potências que começa em alguma potência (positiva ou negativa) de T mas não termina, ou seja, são termos da forma:
{\displaystyle \sum _{i=n}^{\infty }a_{i}T^{i}\,}
A soma é feita componente a componente, porém o produto é feito após a aplicação da regra:
{\displaystyle T\ a=\sigma (a)\ T\,}
Prova-se que estas operações definem um anel, e que a multiplicação tem elemento inverso. Se o automorfismo σ não for a própria identidade, então a multiplicação não é comutativa.